# Omega Code (televisieprogramma)
Omega Code was een quizprogramma dat werd uitgezonden door de EO. In het programma namen steeds twee teams het tegen elkaar op.

## Presentatie
De eerste vier reeksen Omega Code werden gepresenteerd door Herman Wegter. In 2008 werd hij opgevolgd door Klaas van Kruistum.

## Omega Codes van Bijbelse personen

### Serie 1
| Personage                                          | Omega Code   | Geraden? |
| -------------------------------------------------- | ------------ | -------- |
| Noach                                              | Vastberaden  | ja       |
| Ester                                              | Dapper       | ja       |
| Jona                                               | Overtuigd    | ja       |
| Simson                                             | Kracht       | ja       |
| Jozef                                              | Betrouwbaar  | ja       |
| Mozes                                              | Oprecht      | ja       |
| David in het verhaal van het gevecht tegen Goliath | Moedig       | ja       |
| Ruth                                               | Stoer        | nee      |
| Salomo                                             | Wijsheid     | ja       |
| Adam en Eva                                        | Menselijk    | nee      |
| Elisabet en Zacharias                              | Hoopvol      | ja       |
| Maria in het Kerstverhaal.                         | Gelovig      | ja       |
| Jozef en Maria in het Kerstverhaal.                | Volgzaam     | ja       |
| Johannes de Doper                                  | Radicaal     | ja       |
| Jezus bij de duivel                                | Standvastig  | ja       |
| Samaritaanse vrouw bij de waterbron                | Inzicht      | ja       |
| Zacheüs                                            | Nieuwsgierig | ja       |
| Gideon                                             | Koelbloedig  | ja       |

### Serie 2
| Personage                                                     | Omega Code         | Geraden? |
| ------------------------------------------------------------- | ------------------ | -------- |
| Rachab                                                        | Geredde Lichtekooi | nee      |
| Mozes in het verhaal van de bevrijding en uittocht uit Egypte | Moedige Stotteraar | ja       |
| Abraham                                                       | Bange Aartsvader   | ja       |
| Jakob als hij Esau bedriegt                                   | Gelovige Oplichter | ja       |
| Maria in het verhaal van de twaalfjarige Jezus                | Bezorgde Moeder    | ja       |
| Petrus in het verhaal van de gevangenneming van Jezus.        | Fanatieke Vriend   | nee      |
| Jezus in het verhaal van de kruisiging.                       | Onderdanige Koning | ja       |
| Tomas in het verhaal van de opstanding.                       | Gelovige Thomas    | ja       |

### Serie 3
| Personage                                                     | Omega Code          | Geraden? |
| ------------------------------------------------------------- | ------------------- | -------- |
| Gewonde man in de gelijkenis van de Barmhartige Samaritaan    | Bange Reiziger      | nee      |
| Rijke jongerling                                              | Onzekere Miljonair  | nee      |
| De jongen in het verhaal van de vijf broden en de twee vissen | Verbaasde Puber     | ja       |
| Farizeeër in het verhaal van de overspelige vrouw             | Sluwe Geestelijke   | nee      |
| De verloren zoon                                              | Ontevreden Boer     | ja       |
| Samuel                                                        | Geroepen Jongen     | ja       |
| Bartimeüs                                                     | Gelovige Blinde     | ja       |
| De luie dienstknecht in de gelijkenis van de talenten         | Luie Arbeider       | ja       |
| Petrus op het water                                           | Spontane Vriend     | nee      |
| Daniël                                                        | Moedige Minister    | ja       |
| Jozef van Nazareth in het verhaal dat hij wegliep             | Verbaasde Verloofde | nee      |
| Caspar de Wijze in het Kerstverhaal                           | Gedreven Geleerde   | nee      |
| Een van de dwaze bruidsmeisjes                                | Slapende Vriendin   | ja       |

### Serie 4
| Personage                                               | Omega Code           | Geraden? |
| ------------------------------------------------------- | -------------------- | -------- |
| Jakob bij oom Laban                                     | Bedrogen Bruidegom   | nee      |
| Jozef die zijn broers vergeeft                          | Vergevende Broer     | ja       |
| Wijnschenker in het verhaal van de bruiloft in Kana     | Verbaasde Wijnkenner | nee      |
| Jonatan in het verhaal van de vriendschap met David     | Trouwe Vriend        | ja       |
| Soldaat die Jezus kruisigde                             | Verbaasde Romein     | ja       |
| Maria Magdalena in het verhaal van de opstanding        | Verheugde Vrouw      | ja       |
| Stefanus                                                | Dappere Gelovige     | ja       |
| Saulus die Paulus wordt                                 | Fanatieke Man        | ja       |
| Michal en haar liefde voor David                        | Slimme Prinses       | ja       |
| Een van de vrienden uit het verhaal van de verlamde man | Gelovige Doorzetter  | nee      |
| David in het verhaal van Batseba                        | Foute Majesteit      | nee      |
| Aäron in het verhaal van het Gouden Kalf                | Zwakke Leider        | ja       |

### Serie 5
| Personage                                                     | Omega Code            | Geraden? |
| ------------------------------------------------------------- | --------------------- | -------- |
| Noach die wordt uitgelachen over de bouw van de Ark           | Rotsvaste Zeeman      | ja       |
| Mordekai in het Poerimverhaal                                 | Trouwe Verzetsman     | ja       |
| Abraham die een zoon krijgt                                   | Geduldige Grootvader  | nee      |
| Jakob als hij Esau bedriegt                                   | Gezegende Bedrieger   | nee      |
| Broers uit het verhaal van Jozef in de put                    | Jaloerse Halfbroer    | ja       |
| Mozes in het verhaal van de bevrijding en uittocht uit Egypte | Positieve Doorbijter  | ja       |
| Jakobus in het verhaal van de visvangst                       | Overtuigde Ooggetuige | nee      |
| Johannes de Doper                                             | Sprekende Waterval    | ja       |
| Godsdienstleider bij Bethesda                                 | Schijn Heilige        | nee      |
| Herders uit het Kerstverhaal                                  | Bijzondere Bezoekers  | nee      |
| Levi de Tollenaar                                             | Veranderde Geldwolf   | nee      |
| David in het verhaal van het gevecht tegen Goliath            | Probleem Aanpakker    | nee      |

### Serie 6
| Personage                                             | Omega Code            | Geraden? |
| ----------------------------------------------------- | --------------------- | -------- |
| De luie dienstknecht in de gelijkenis van de talenten | Luie Kletskous        | nee      |
| Bartimeüs                                             | Dankbare Ooggetuige   | ja       |
| De verloren zoon                                      | Weggelopen Feestbeest | nee      |
| De slang uit het verhaal van Adam en Eva              | Mensen Moordenaar     | ja       |
| Kaïn die Abel vermoordt                               | Zwervende Haatdrager  | ja       |
| Abraham die Isaak moet offeren                        | Gehoorzame Voorvader  | nee      |
| Saul die David hindert koning te worden               | Beschaamde Koning     | nee      |
| Simson                                                | Gespierde Blindeman   | nee      |
| Petrus in het verhaal van de gevangenneming van Jezus | Angstige Kameraad     | ja       |
| Mefiboseth in het verhaal van zijn angst voor David   | Doodsbange Kreupele   | nee      |
| Elia in het verhaal van het vuur                      | Vurige Doorzetter     | nee      |
| Petrus op het water                                   | Spontane Waaghals     | nee      |
| Zacheüs                                               | Vergeven Oplichter    | nee      |

### EO Gezinsdag 2007
| Personage | Omega Code | Geraden? |
| --------- | ---------- | -------- |
| Samuel    | Gehoorzaam | ja       |

## Trivia
- Tussen de rondes door en aan het eind van het programma vertelde Ben Ketting een fragment van het Bijbelverhaal over de held waar het om draaide.
- De Omega Code had eerst een ander spelverloop. In de fragmenten van de Bijbelverhalen moesten rebusjes worden opgelost die samen de Omega Code vormden. In drie spelrondes viel er steeds een familielid naar keuze van de teamcaptain van de tegenpartij af als er iemand verloor. De winnaar van het PingPongPruimen vangen mocht toen de Omega Code zeggen voor de winst. Dit spelverloop werd tot seizoen 2 gebruikt.